# Musée Daimler de Stuttgart
Pour les articles homonymes, voir Daimler.
Le musée Daimler de Cannstatt ou Mémorial Gottlieb Daimler est un musée de l’automobile consacré à Gottlieb Daimler (1834-1900) et Wilhelm Maybach (1846-1929), inventeurs du moteur à essence dans les années 1880, et à leur industrie Daimler-Motoren-Gesellschaft. Il se situe à Bad Cannstatt / Stuttgart en Allemagne, à 2 km au nord du site industriel historique Daimler / Mercedes-Benz, et de ses musée Mercedes-Benz de Stuttgart et Gottlieb-Daimler-Stadion (MHPArena), et à 10 km au sud-est du site industriel Porsche et Porsche Museum de Stuttgart,,,,.

## Historique
En 1882, Gottlieb Daimler, suivi par son collaborateur et ami inventeur Wilhelm Maybach, se sépare de son associé Nikolaus Otto avec qui il a fondé l'industrie Deutz AG à Cologne. Avec ses parts de Deutz AG, il achète une villa pour 75000 mark-or à Bad Cannstatt, dans la banlieue de Stuttgart, où il aménage avec sa famille.

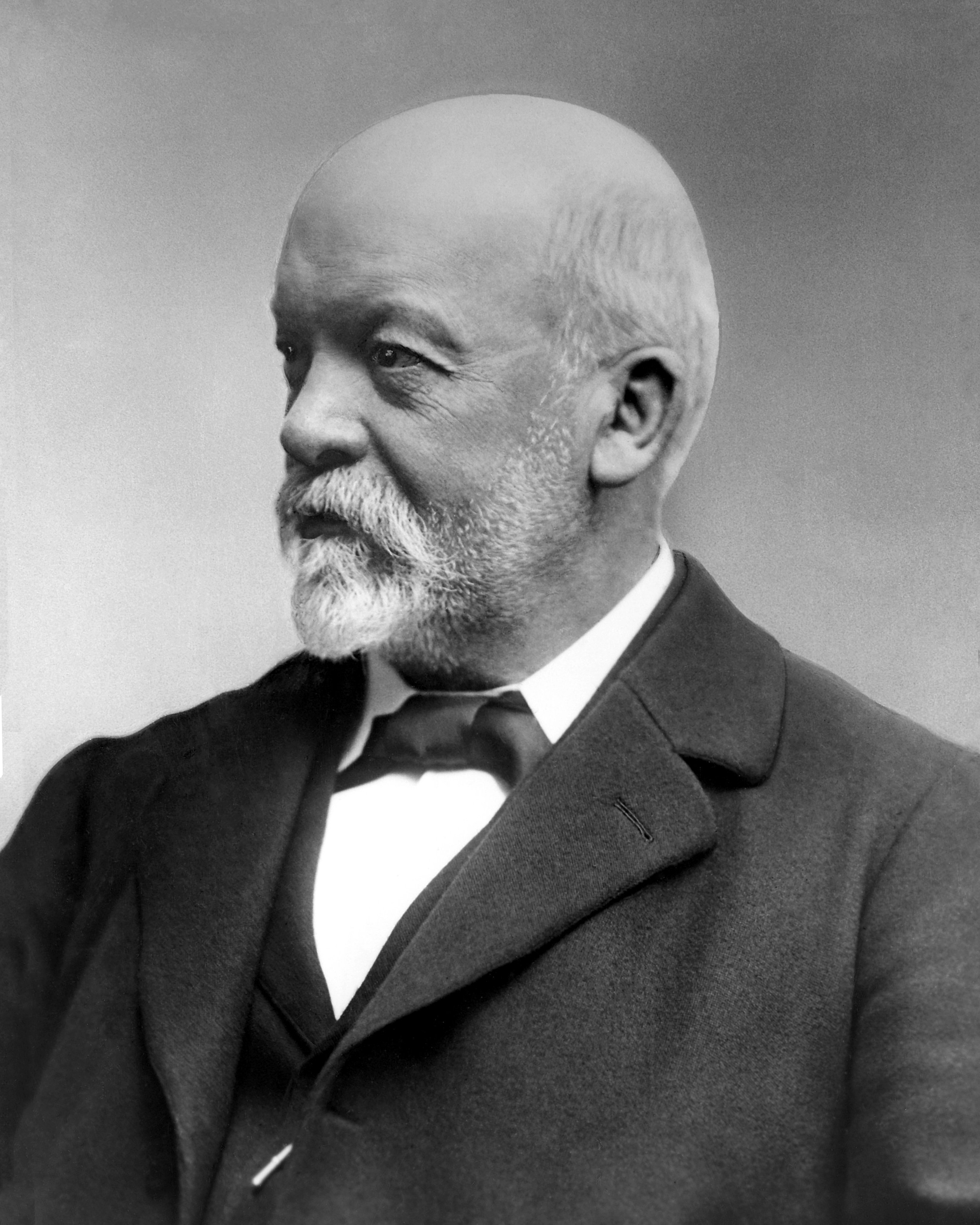
Gottlieb Daimler.
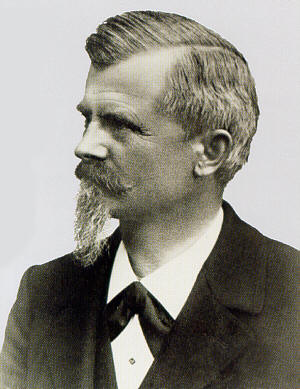
Wilhelm Maybach.
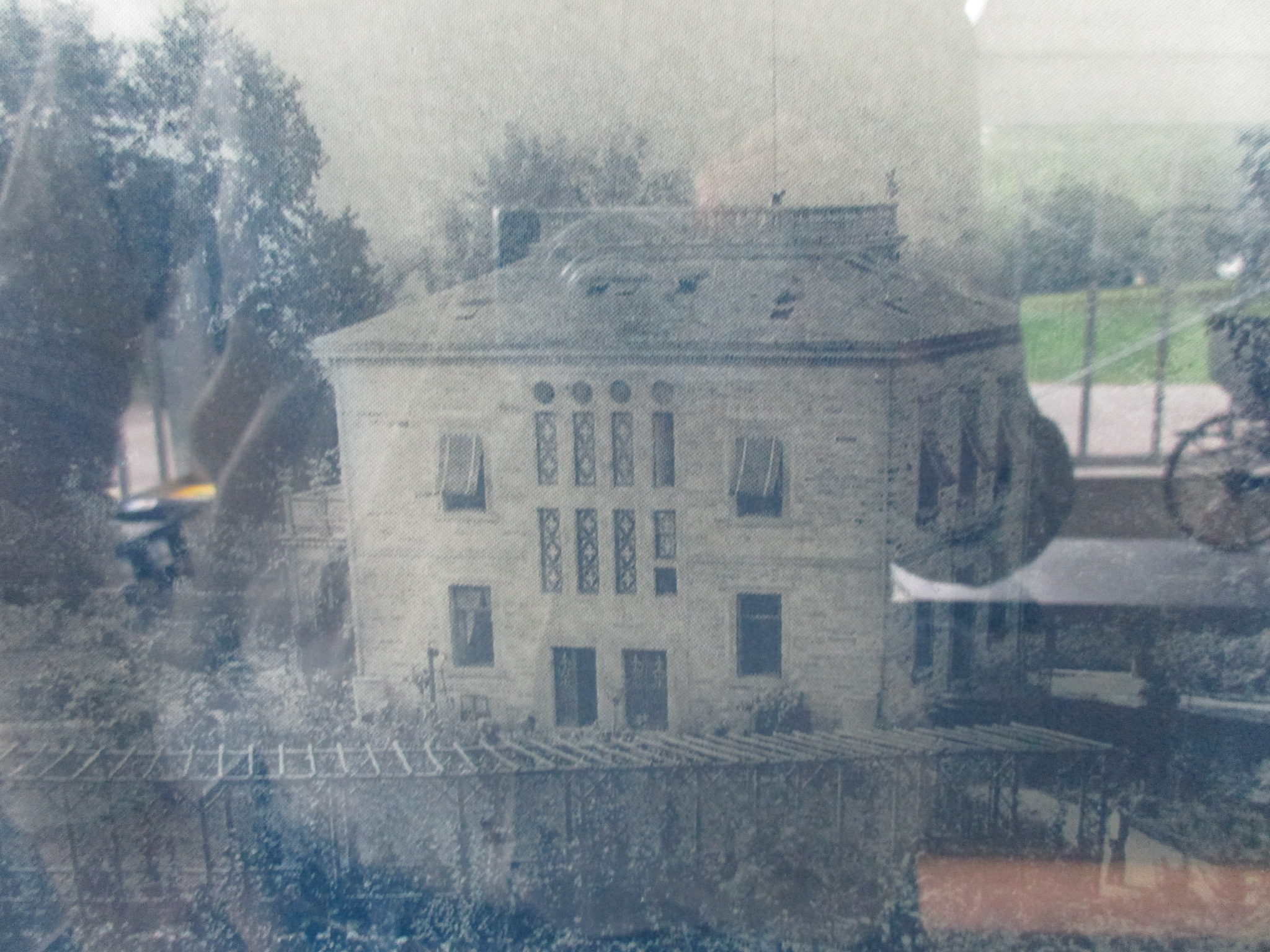
Villa de Gottlieb Daimler, détruite par les bombardements de la Seconde Guerre mondiale.
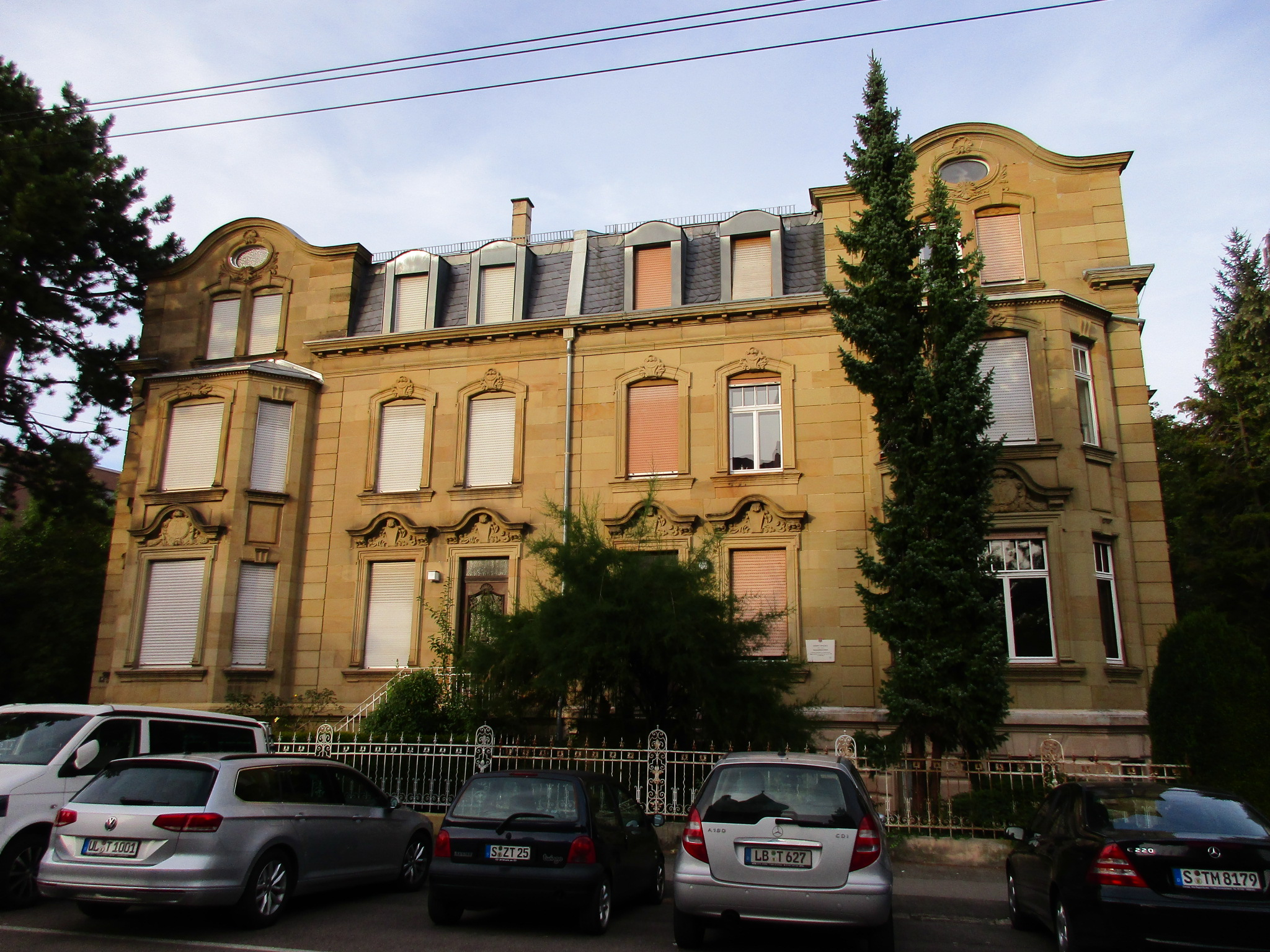
Maison de Wilhelm Maybach, sur la Freiligrathstraße voisine.

Il transforme et agrandit la serre de son jardin, en bureau d'études de recherche expérimentale et atelier de mécanique privé, avec gaz d'éclairage, établi, forge, enclume, tour (machine-outil), outillages, où il conçoit et construit avec Wilhelm Maybach, ses premiers prototypes, puis séries, de moteurs et véhicules motorisés.

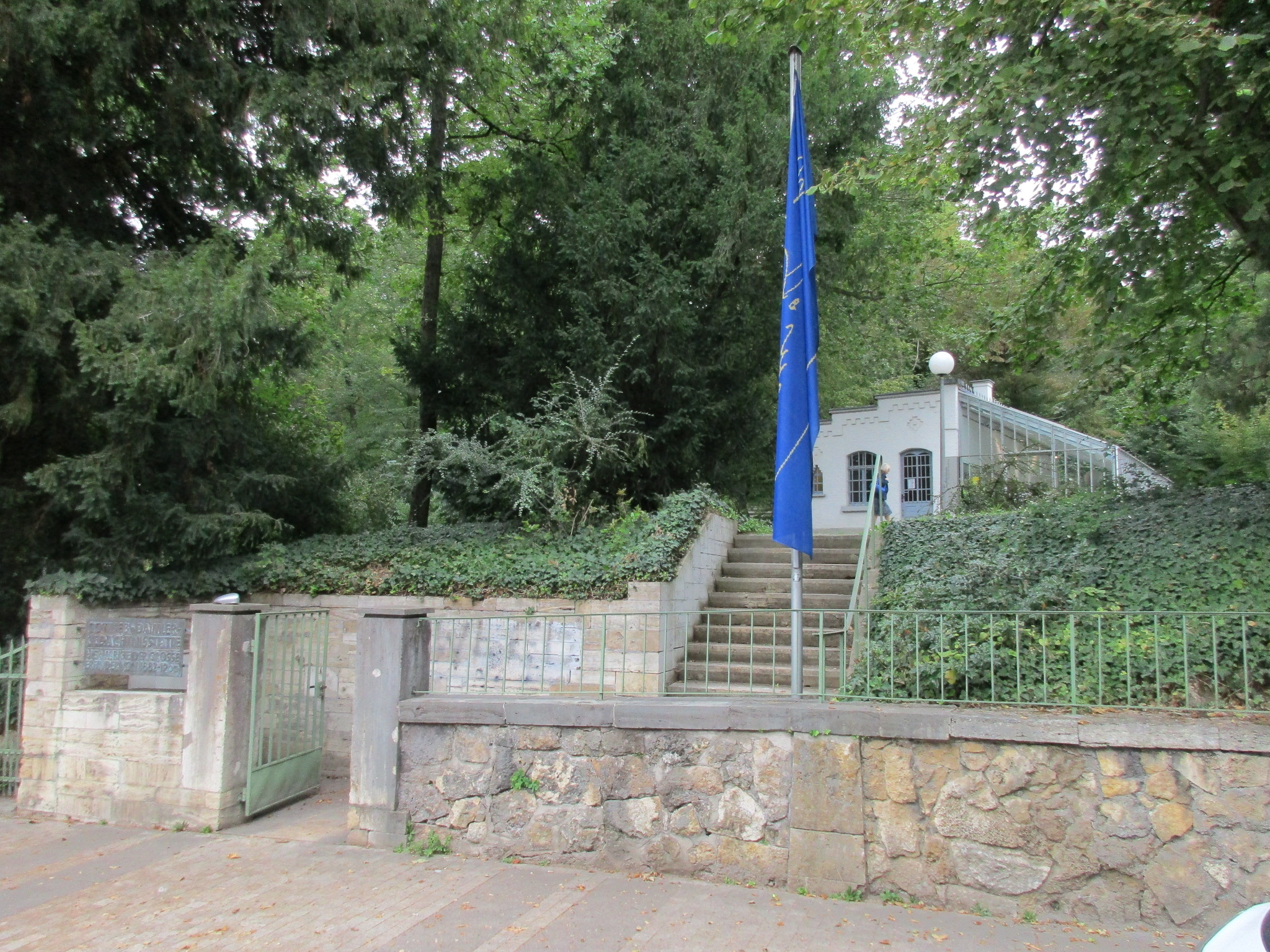
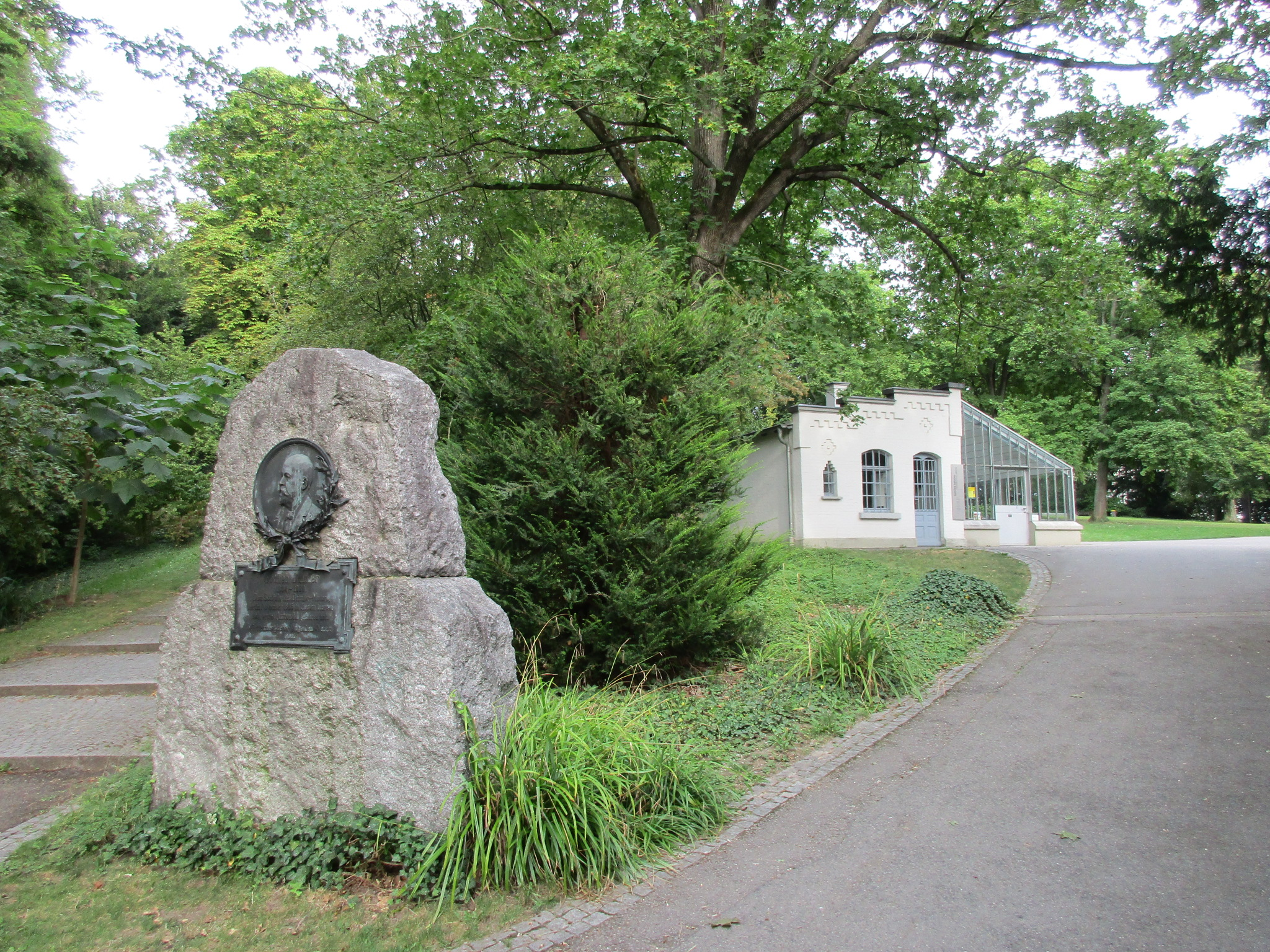
Mémorial Gottlieb Daimler.
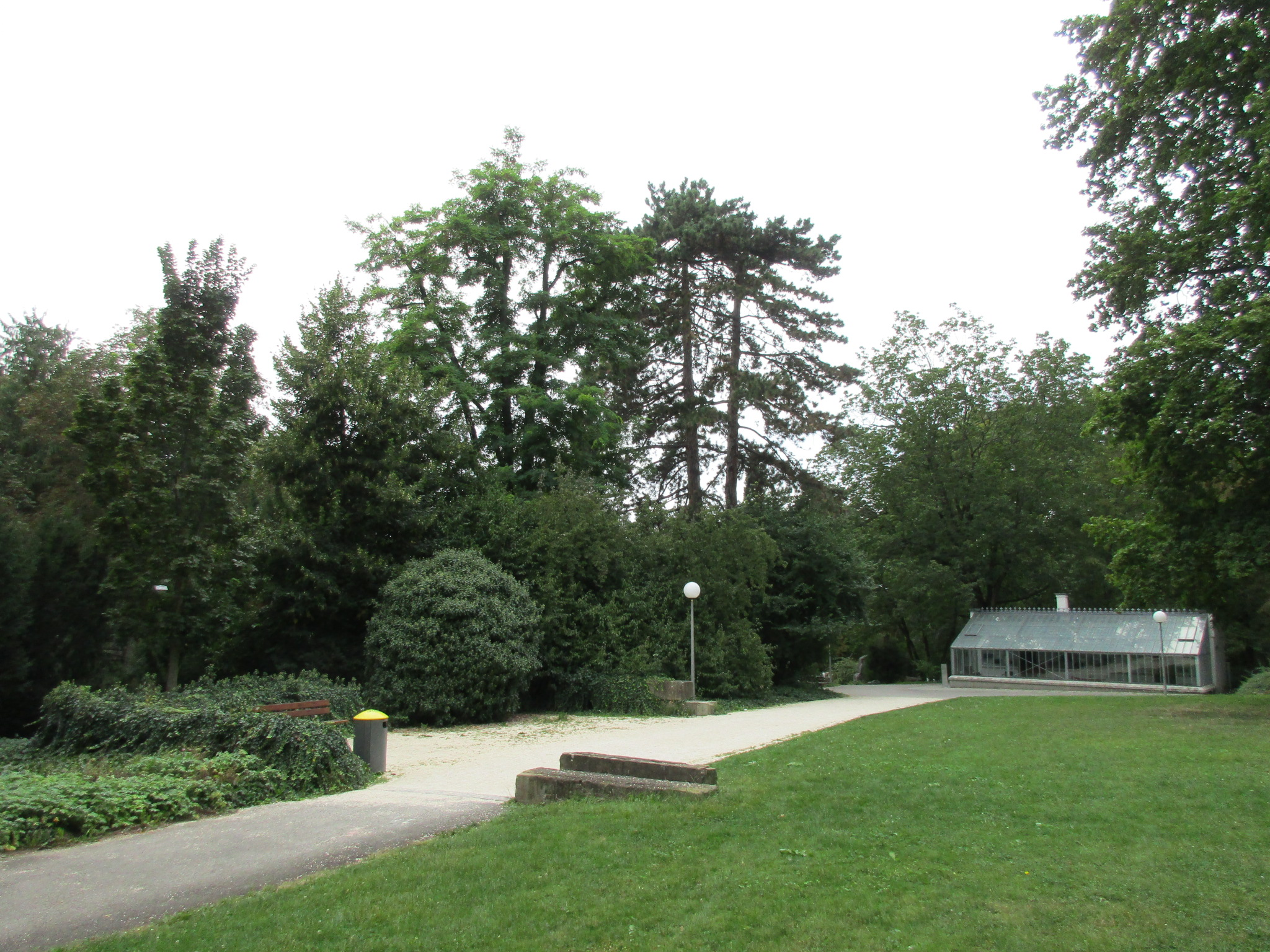
Vestiges de la villa Daimler, devant le musée.

Les deux inventeurs consacrent leur vie à la mise au point et industrialisation d'un moteur universel révolutionnaire capable de s'adapter à tous les véhicules de l'époque, sur l'eau, sur terre et dans les airs (symbole de la future étoile à trois branches Mercedes-Benz). En 1887, Daimler investit des locaux plus vaste à Stuttgart, et fonde son industrie Daimler-Motoren-Gesellschaft en 1890, pour industrialiser ses moteurs et véhicules motorisés dans le monde entier (qui devient Daimler / Mercedes-Benz en 1926, après fusion avec Benz & Cie de Carl Benz).

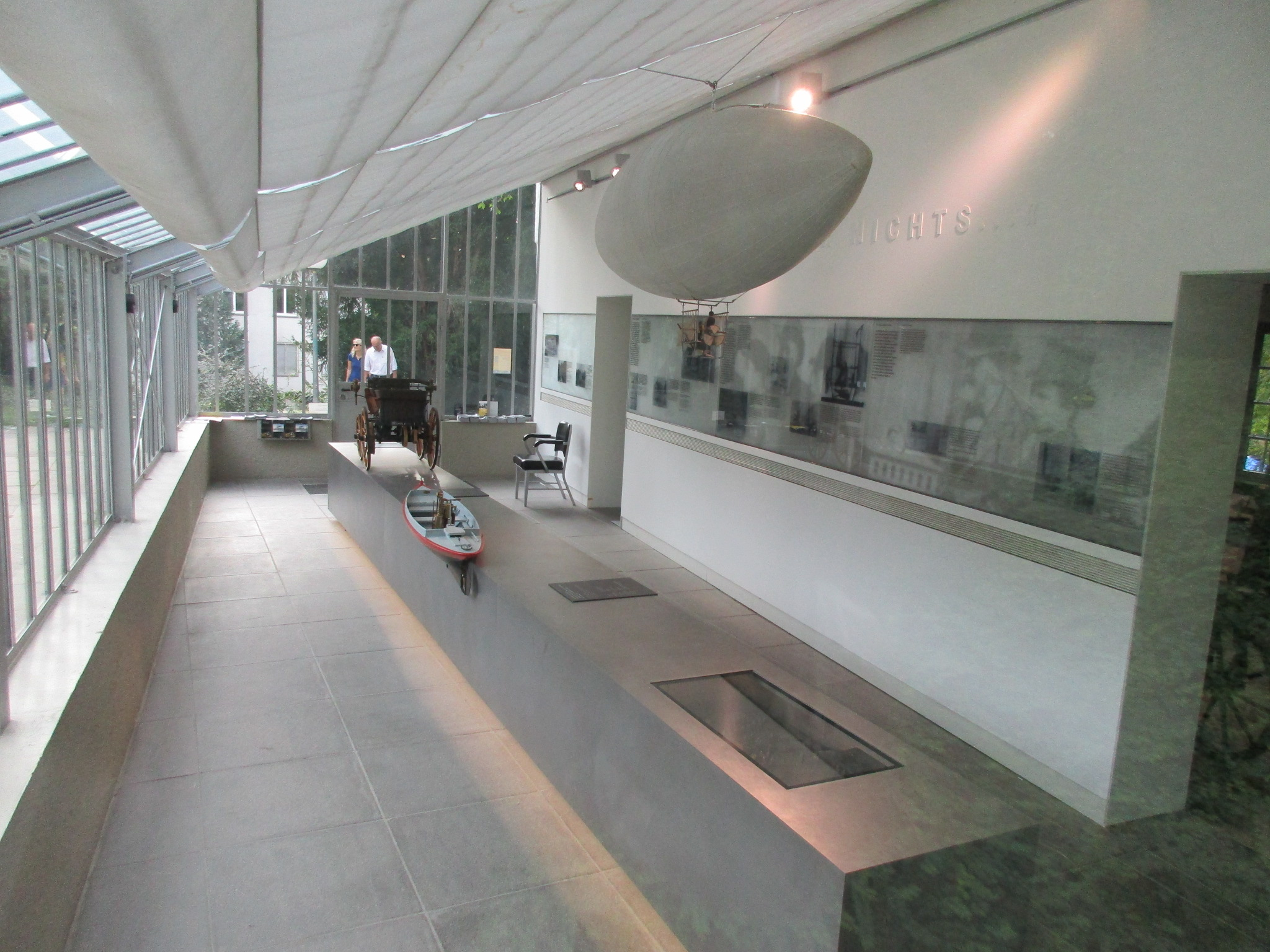
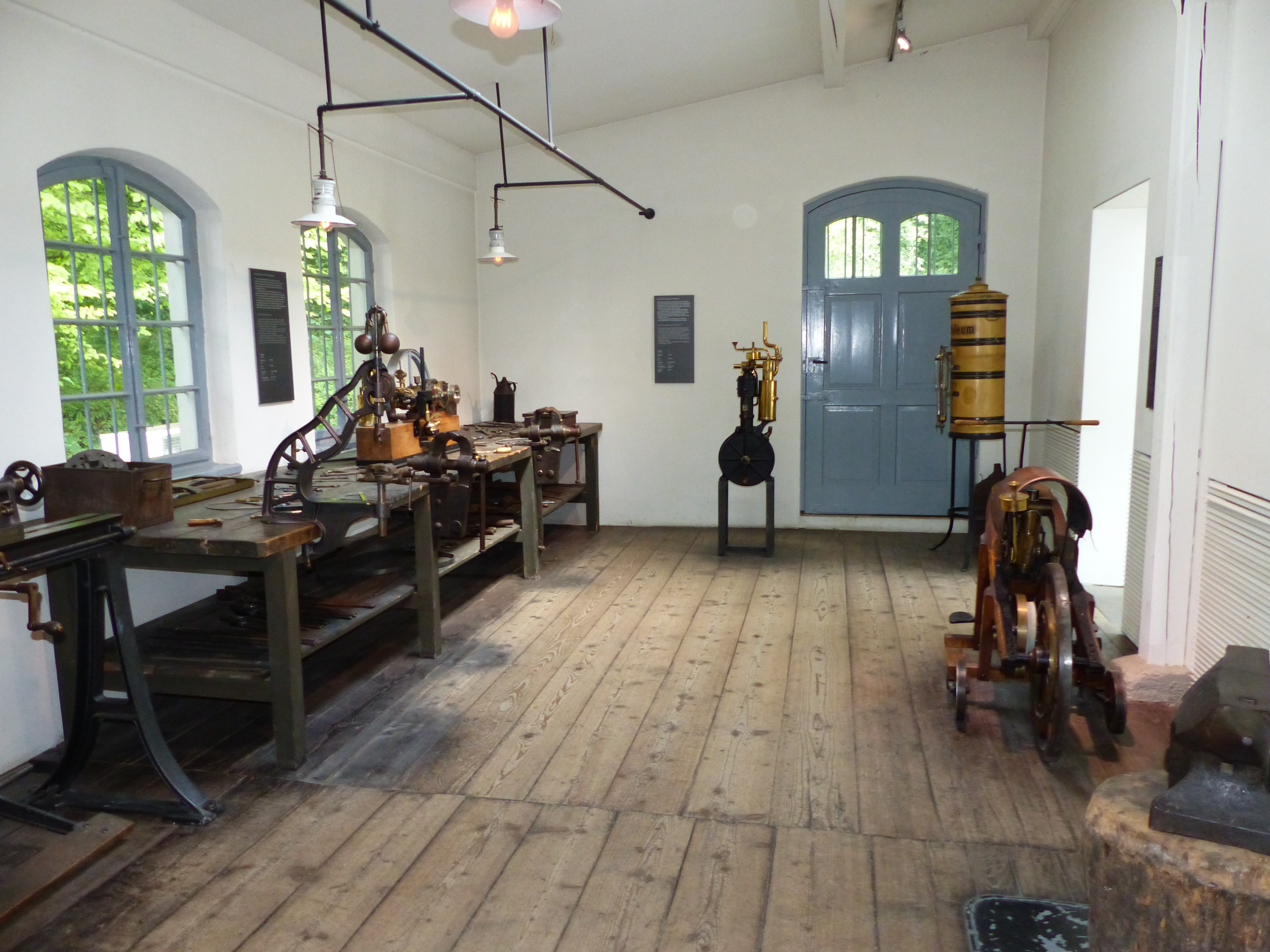
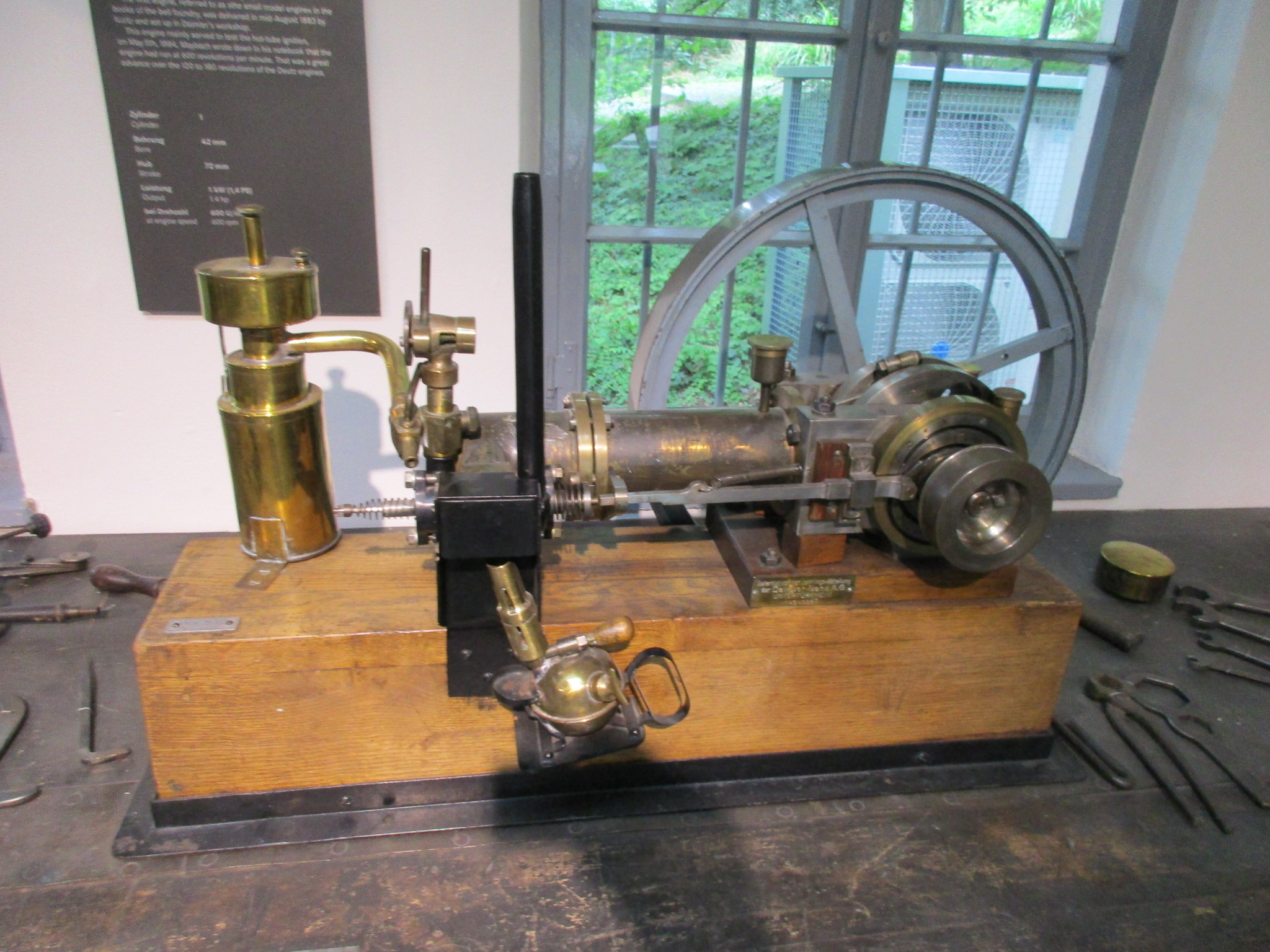
Premier prototype de moteur à gaz Daimler, 1883.
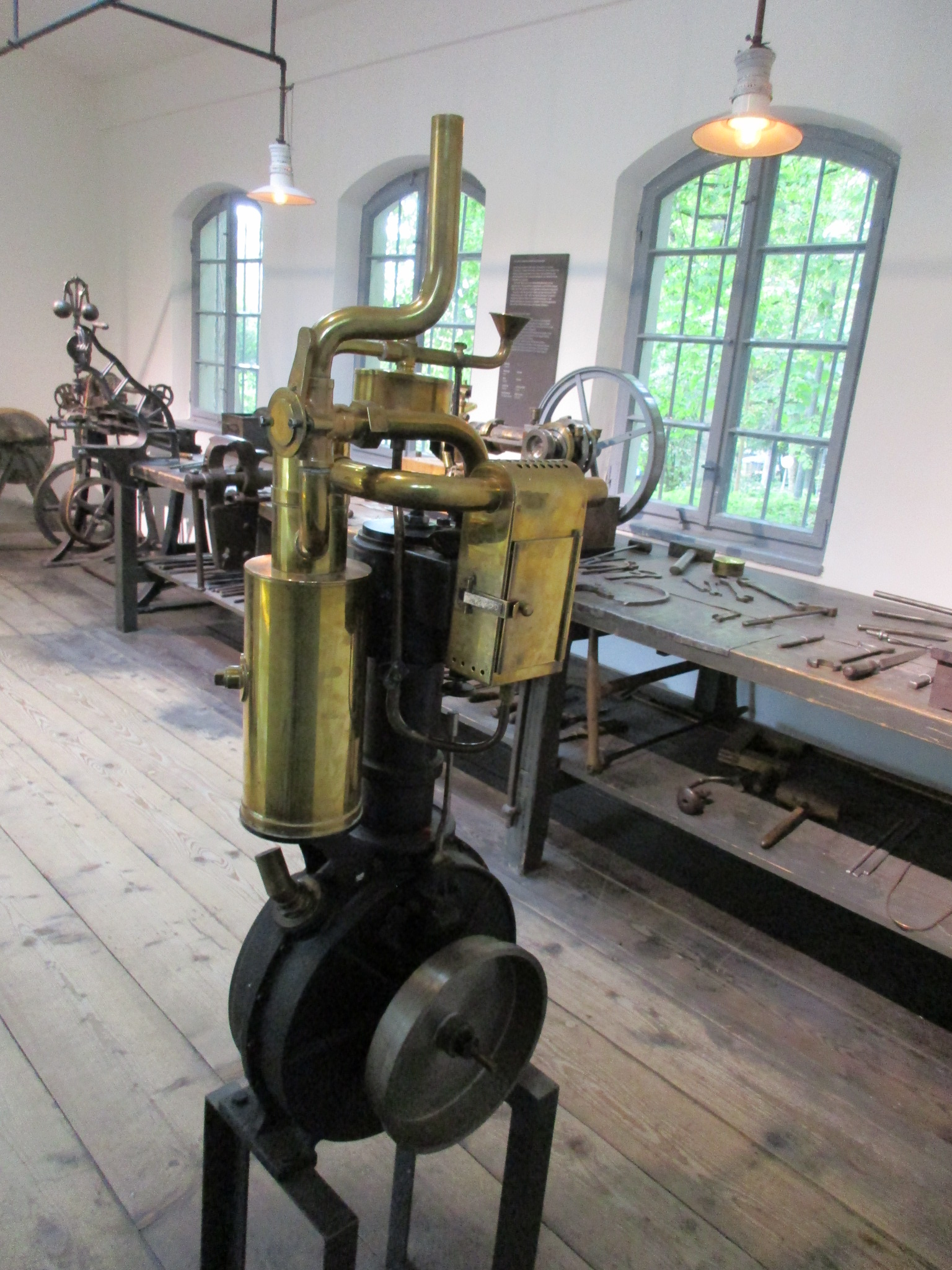
Moteur à gaz Daimler 1 cylindre, 1885.
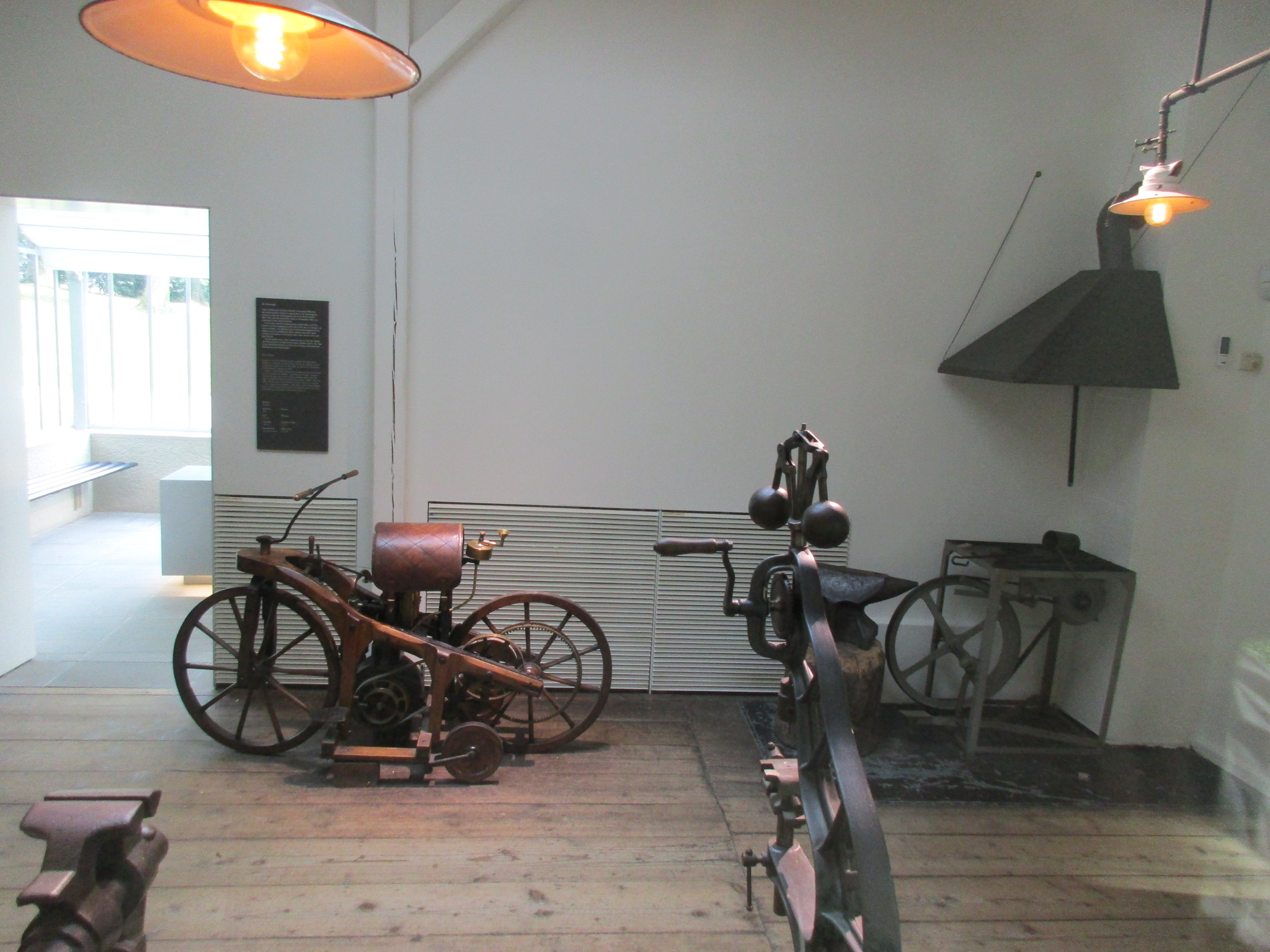
Daimler Reitwagen, 1885.

En 1984 l'atelier est reconstitué en musée ouvert au public, à l'extrémité sud de l'actuel parc public Kurpark, à proximité des centres-villes de Bad Cannstatt, et de Stuttgart, où sont exposés des souvenirs et des maquettes des inventions et réalisations réalisées dans ce lieu historique.

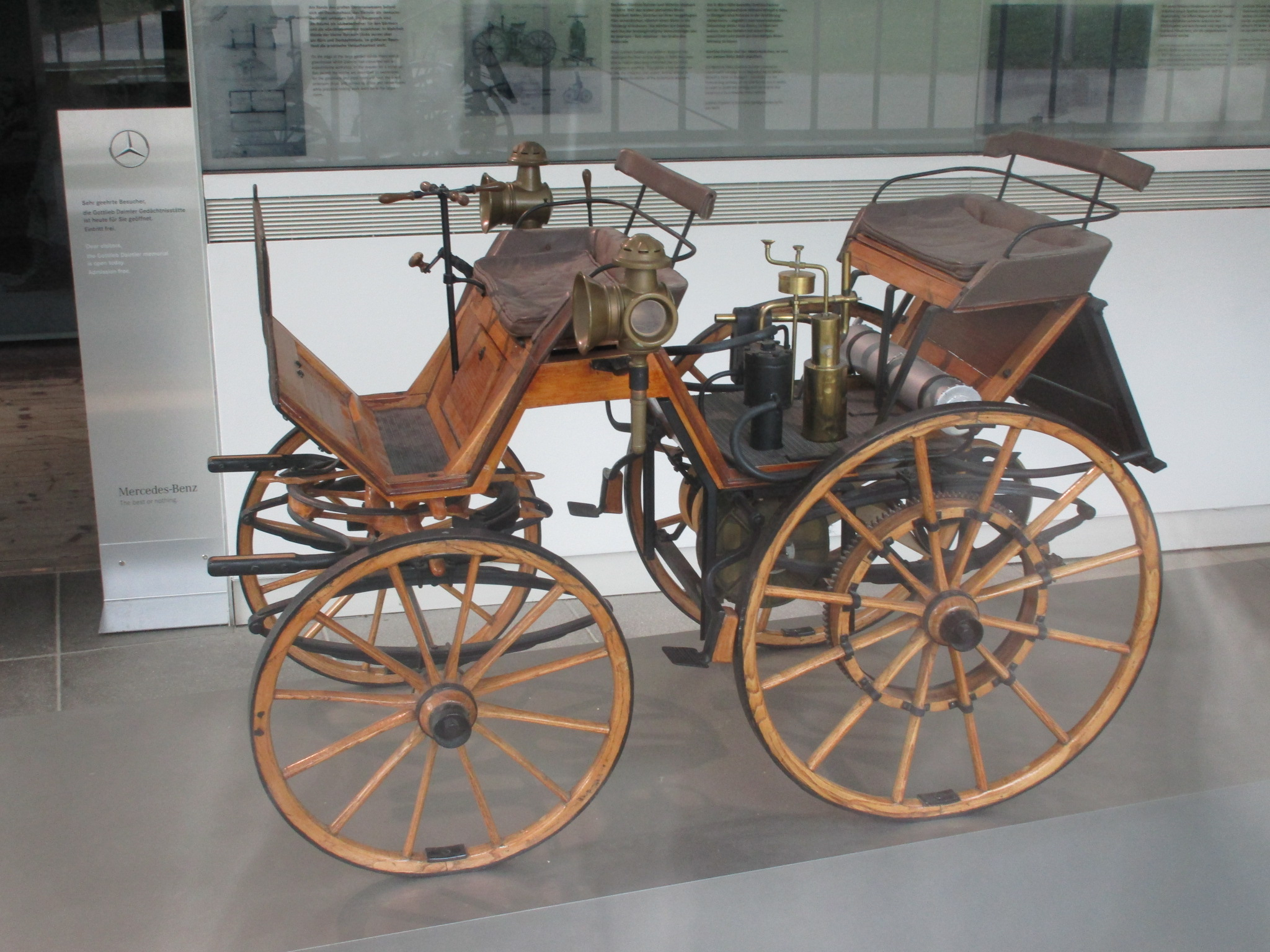
Daimler Motorkutsche, 1886.
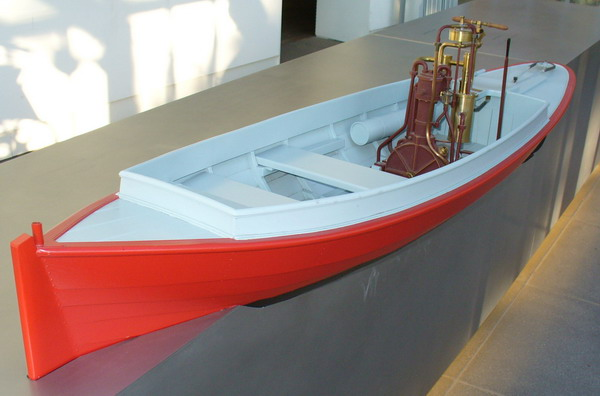
Daimler Mototboot Neckar, 1886.
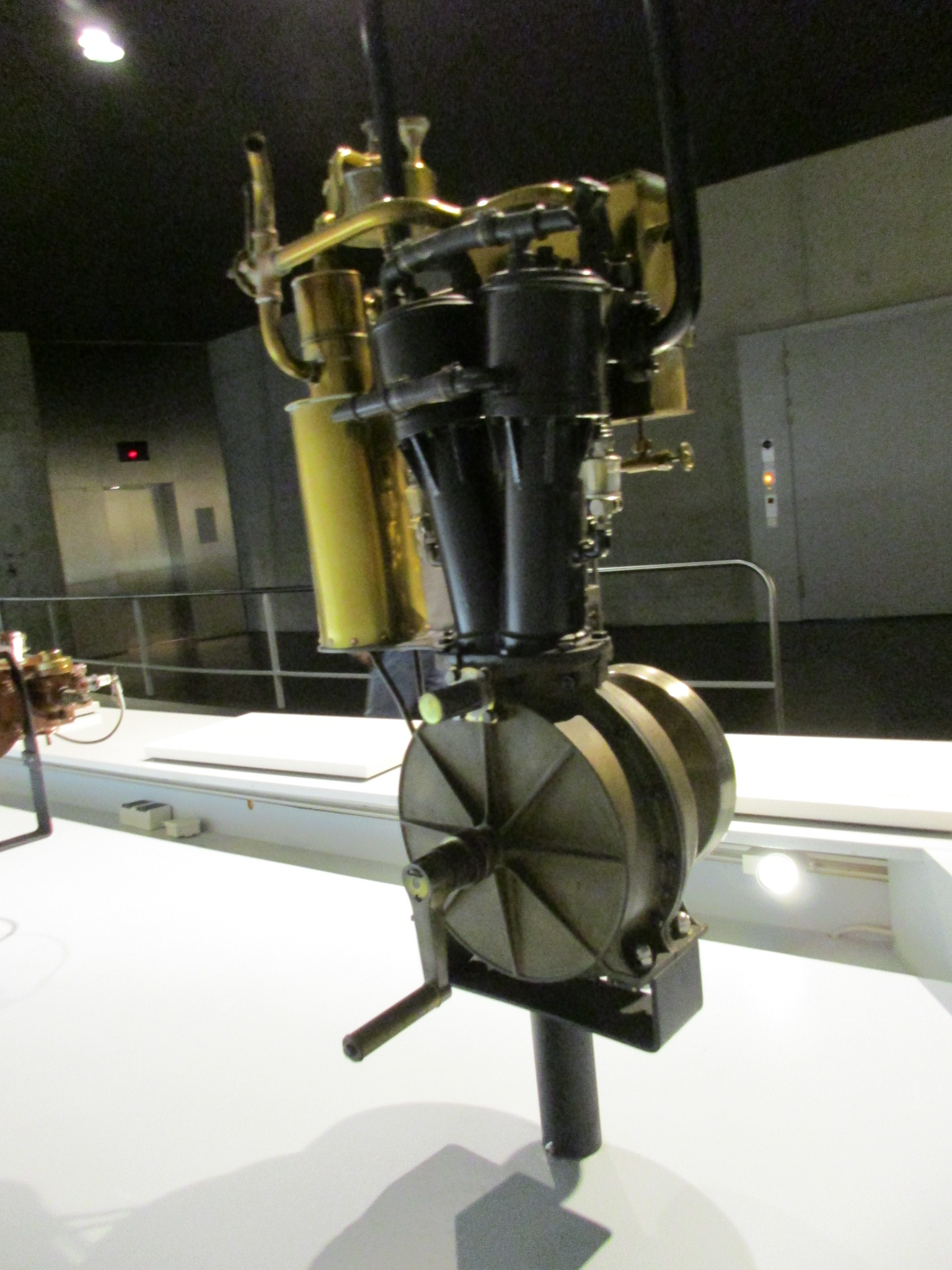
Moteur Daimler Type P, V2, essence, 1887.
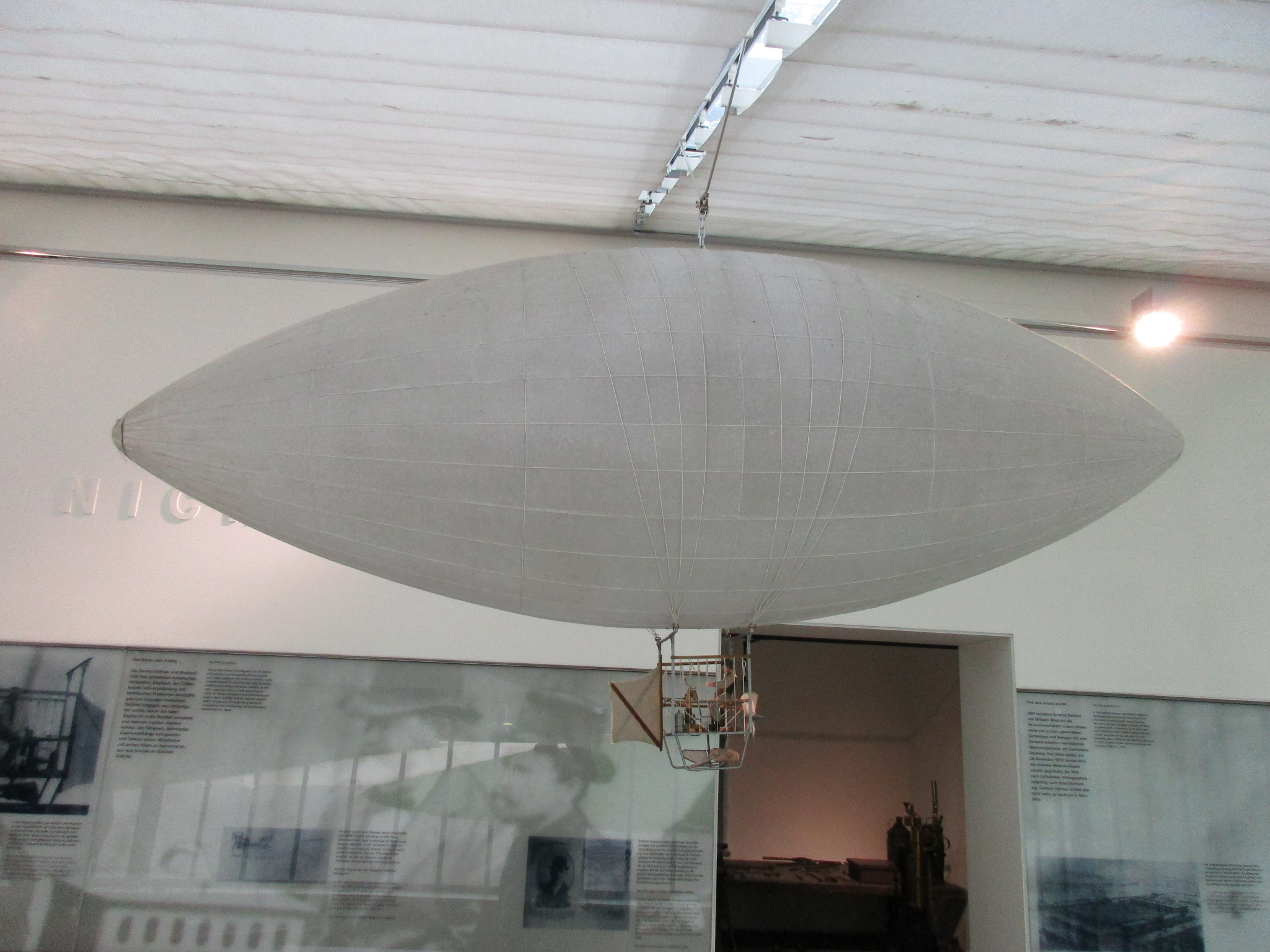
Ballon dirigeable Daimler, 1888.
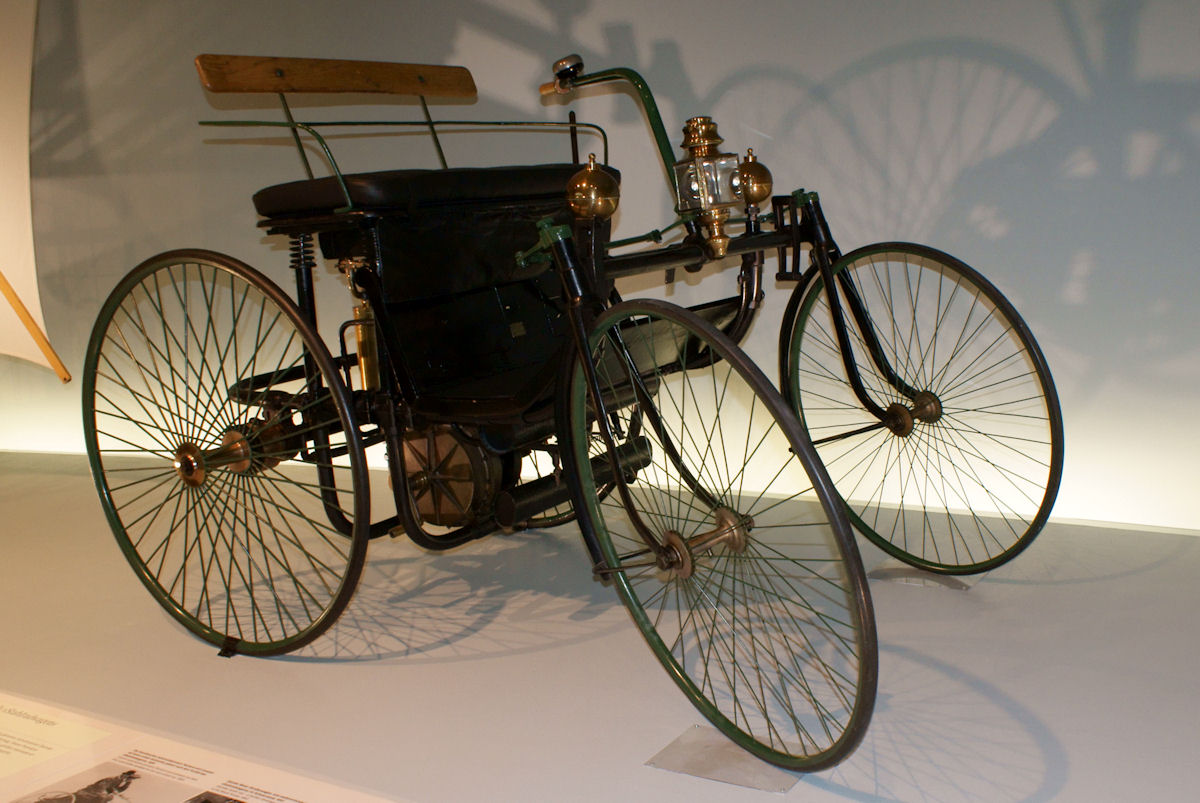
Daimler Stahlradwagen, 1889.
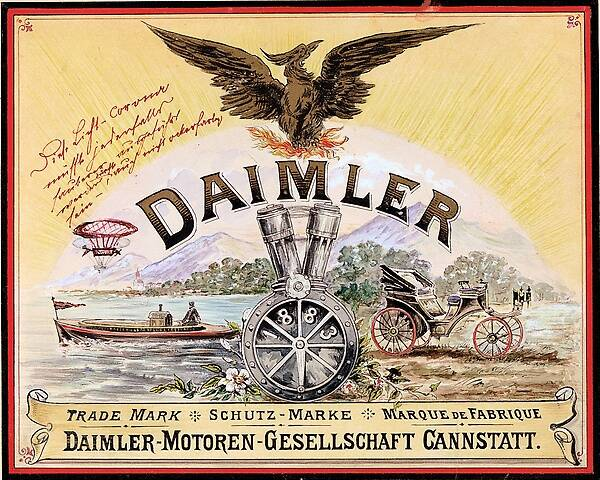
Publicité de la fondation de Daimler-Motoren-Gesellschaft, 1890.